# IC 4624
IC 4624 ist eine Spiralgalaxie vom Hubble-Typ Sc im Sternbild Herkules am Nordsternhimmel. Sie ist schätzungsweise 729 Millionen Lichtjahre von der Milchstraße entfernt.
Das Objekt wurde am 17. Juli 1903 von Royal Harwood Frost entdeckt.